# Richard Heron Anderson
Richard Heron Anderson (Sumter County (South Carolina), 7 oktober 1821 - Beaufort (South Carolina), 26 juni 1879) was een  beroepssoldaat die vocht tijdens de Mexicaans-Amerikaanse Oorlog. Tijdens de Amerikaanse Burgeroorlog diende hij als generaal bij het Zuidelijke Confederate States Army en vocht hij aan het oostelijke front.

## Jeugd

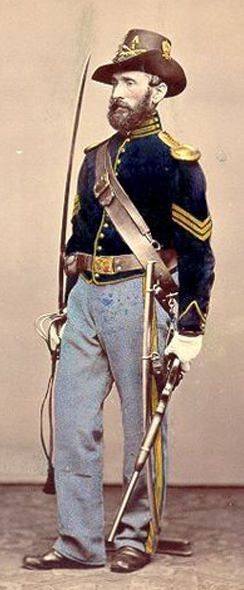
Uniform van het 1e cavalerieregiment

Richard Anderson werd geboren op 7 oktober 1827 geboren in Borough House Plantation bij Stateburg, South Carolina. Hij was de zoon van Dr. William Wallace Anderson en diens echtgenote Mary Jane Mackensie.   Hij was de kleinzoon van de held uit de Amerikaanse Revolutie, Richard Anderson, waarnaar hij genoemd werd.
Anderson studeerde in juli 1842 af aan de United States Military Academy als 40e van 56 cadetten. Hij ging als gebrevetteerde tweede luitenant bij de dragonders van het 1st Cavalry Regiment.  In 1842 diende hij aan de school voor cavalerie in de Carlisle Barracks te Carlisle, Pennsylvania.

## Grens en indianen

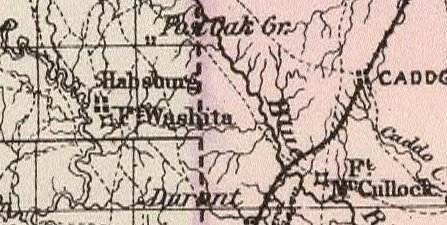
Fort Washita

In 1843 bewaakte hij de grens te Little Rock, Arkansas.
Dan werd hij overgeplaatst naar het garnizoen van Fort Gibson en dan Fort Washita, beide in Indianengebied.
Zijn regiment begeleidde de U.S. Indian Agent naar Red River in 1843, waarna hij terugkeerde naar Fort Washita en er bleef tot 1844.
Hij werd bevorderd tot tweede luitenant op 16 juli 1844. Anderson diende te Fort Jesup, Louisiana van 1844 tot 1845. Zijn regiment bezette Texas in 1845. In 1846 ging Anderson rekruten ronselen.

## Mexicaans-Amerikaanse Oorlog

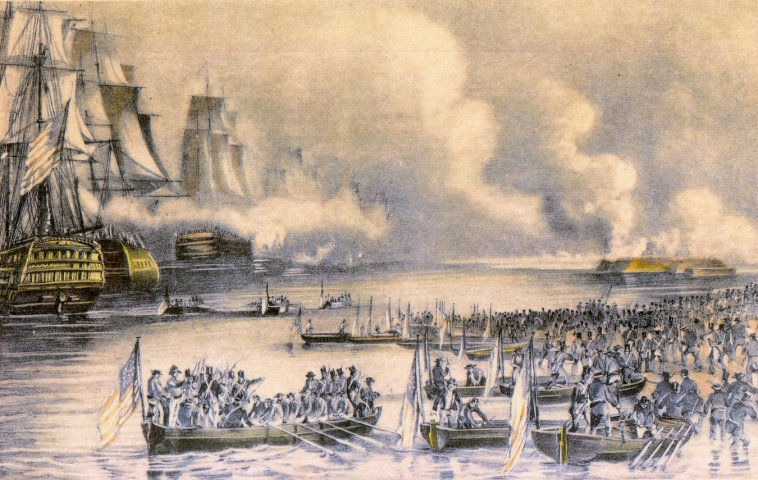
De aanval op Veracruz

In de Mexicaans-Amerikaanse Oorlog nam Anderson in maart 1847 deel aan het Beleg van Veracruz. Op 9 juni nam hij deel aan schermutselingen bij La Hoya. Hij vocht in de Slag bij Contreras op 19 augustus en op 20 augustus in de schermutselingen bij San Agustin. Op 8 september vocht hij in de Slag bij Molino del Rey. Voor betoonde moed in gevechten bij San Agustín werd hij op 17 augustus bevorderd tot eerste luitenant. Anderson vocht in de Slag om Mexico-Stad van 12 tot 14 september.

## Ronselen en de grens bewaken
Na de oorlog ging hij op 13 juli 1848 als luitenant bij de dragonders van het 2nd Cavalry Regiment. In 1849 ging hij opnieuw rekruten ronselen. Van 1849 tot 1850 keerde hij terug naar Carlisle Barracks. Daarna bewaakte hij de grens van Texas: Fort Graham van 1852 tot 1853 en Fort McKavett van 1853 tot 1854, dan San Antonio in 1854 en opnieuw Fort McKavett in 1855. Op 3 maart 1855 werd hij bevorderd tot kapitein   en tot 1856 was hij gestationeerd te Fort Riley in Kansas. Anderson was in Kansas gedurende de grensgeschillen. Daarna ging hij weer ronselen en in 1858 keerde hij terug naar de Carlisle Barracks. Hij vocht in de Utah War van 1858 - 1859. Van 1859 tot 1861 deed hij dienst te Fort Kearny, Nebraska.

## Amerikaanse Burgeroorlog

### Slag bij Santa Rosa Island

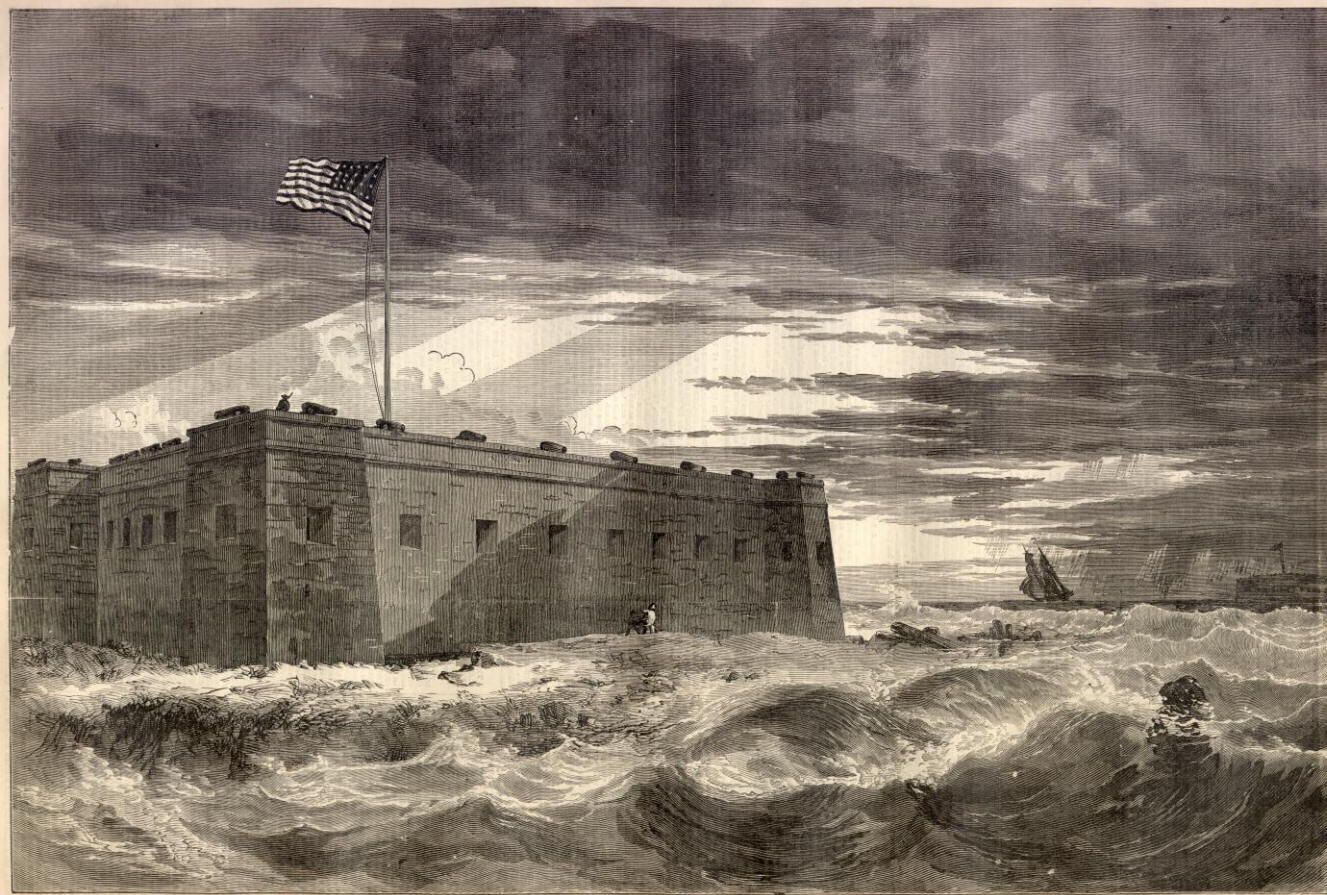
Fort Pickens

Anderson diende zijn ontslag in bij het U.S. Army en nam dienst bij het Confederate States Army als kolonel bij het 1e infanterieregiment van South Carolina.   Hij kreeg het bevel over de haven van Charleston, South Carolina veroverd na de Aanval op Fort Sumter in april. 
Op 19 juli werd hij bevorderd tot brigadegeneraal en overgeplaatst naar Pensacola, Florida. In de Slag bij Santa Rosa Island op 9 oktober raakte hij gewond aan de linkerelleboog.  Anderson herstelde en kreeg in februari 1862 het bevel over een brigade van de Army of the Potomac die later in de lente opging in de Army of Northern Virginia.

### Schiereilandveldtocht
Gedurende de Schiereilandveldtocht onderscheidde hij zich in mei in de Slag bij Williamsburg, in juni in de Slag bij Seven Pines en in juli in de Zevendagenslag. In de Slag bij Glendale nam hij tijdelijk het bevel over van de divisie van generaal-majoor James Longstreet. Tijdens de Slag bij Seven Pines kreeg Anderson de bijnaam Fighting Dick Omwille van zijn verdienste werd hij op 14 juli 1862 bevorderd tot generaal-majoor en kreeg hij het bevel over de voormalige divisie van generaal Benjamin Huger. 

### Tweede Slag bij Bull Run

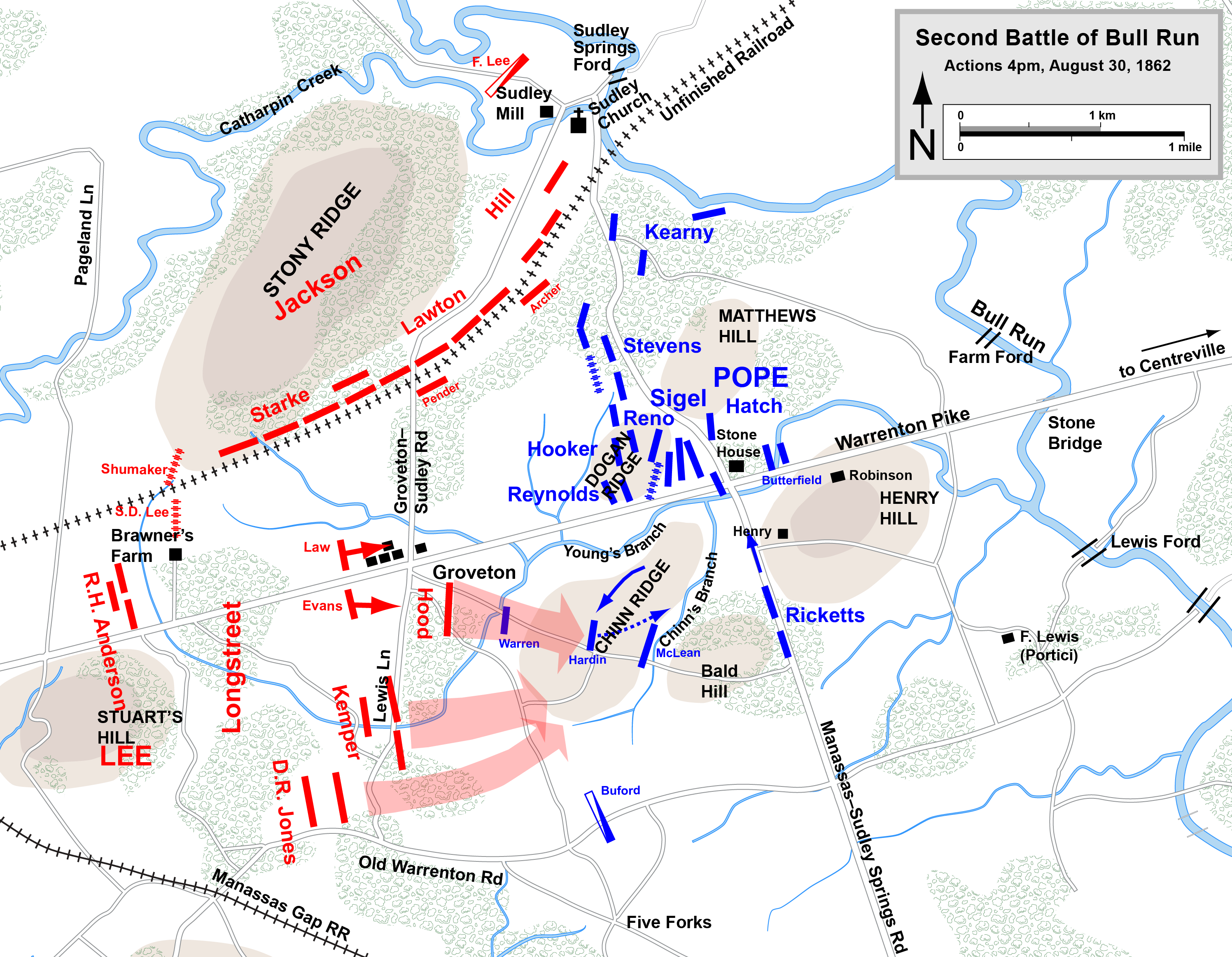
R. H. Anderson links in de Tweede Slag bij Bull Run

Anderson vocht in het korps van Longstreet in de Tweede Slag bij Bull Run. Zijn divisie vocht tegen de laatste verdediging van de Unie rond Henry House Hill, maar bij zonsondergang staakte hij de gevechten.

### Marylandveldtocht
Tijdens de Marylandveldtocht werd de brigade van brigadegeneraal Cadmus Wilcox toegevoegd aan Andersons divisie. In september 1862 voerde hij in de Slag bij Antietam het bevel over de verzonken weg Bloody Lane in het midden van de Zuidelijke verdediging. Hij raakte gewond aan de dij en Roger Atkinson Pryor nam zijn bevel over, waarna zijn divisie ten onder ging aan flankaanvallen. In de Slag bij Fredericksburg in december kwam zijn divisie nauwelijks in actie.

### Slag bij Chancellorsville
Tijdens de Slag bij Chancellorsville in mei 1863 was Longstreet gedetacheerd naar Suffolk, Virginia. Anderson kreeg het bevel om de vijandelijke linkerflank aan te vallen terwijl luitenant-generaal Stonewall Jackson de rechterflank voor zijn rekening nam. Anderson en generaal-majoor Lafayette McLaws verlieten op 3 mei de stellingen en vielen in het oosten aan om de opmars van John Sedgwick's VI Corps te stuiten, die Robert E. Lee langs achter wilde aanvallen. Na de dood van Stonewall Jackson op 10 mei reorganiseerde Lee zijn leger in drie korpsen. De divisie van Anderson werd ingedeeld in het nieuwe Third Corps onder luitenant-generaal A. P. Hill. Anderson hield het bevel over zijn mannen, behalve de brigade van Lewis Armistead, die overging naar de divisie van George Pickett.

### Slag bij Gettysburg

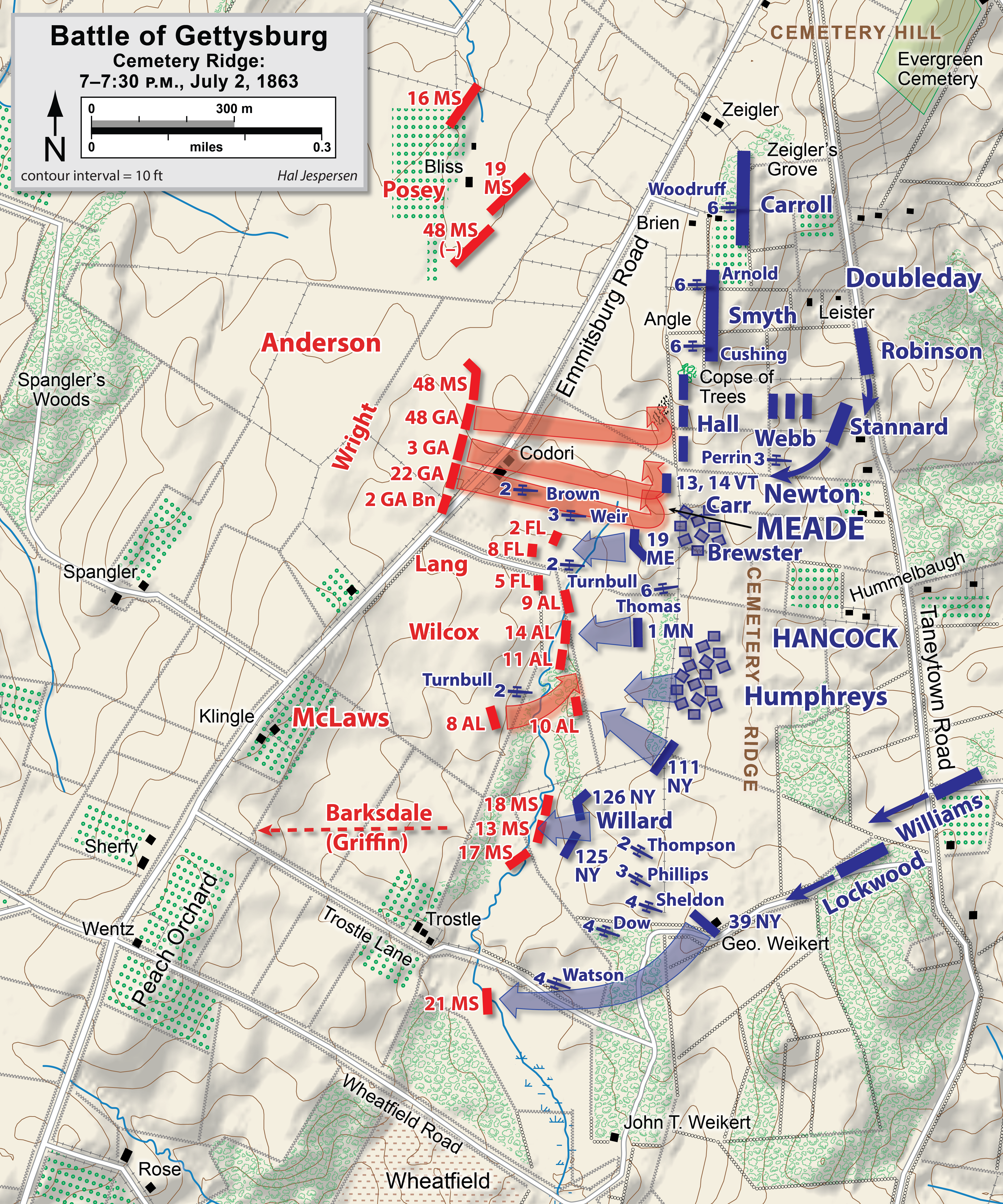
De actie van Anderson te Gettysburg

In de Slag bij Gettysburg, op 1 juli 1863, naderde Andersons divisie het stadje vanuit westelijke richting. Ze arriveerden pas tegen de avond en zagen geen actie tijdens de eerste dag van de veldslag.
Op 2 juli viel Anderson het centrum aan na aanvallen van Longstreet met divisies van John B. Hood en McLaws op de rechterflank. Andersons rechterflank boekte succes tegen Andrew A. Humphreys' 3e korps langs Emmitsburg Road. Zijn centrum onder Ambrose R. Wright brak door bij de zwak verdedigde Cemetery Ridge. Carnot Posey kwam traag vooruit en William Mahone verliet niet eens zijn stelling op Seminary Ridge. Noordelijke versterkingen stopten Wright en dreven hem terug. Anderson kreeg kritiek. Op 3 juli namen zijn brigades deel aan de Pickett's Charge, maar ze werden teruggeslagen.

### Slag in de Wilderness
In de lente van 1864 raakte Longstreet zwaargewond in de Slag in de Wildernis en Anderson nam het bevel over het 1e korps over in de Overlandveldtocht. Daarna vocht hij in de Slag bij Spotsylvania Court House. Anderson en zijn korps legden op 7 mei een geforceerde mars af om de cavalerie te steunen. Andersen hield zijn stelling van 8 tot 12 mei zodat de Noordelijken niet rond Lee naar Richmond konden.

### Slag bij Cold Harbor
Anderson vocht begin juni in de Slag bij Cold Harbor en vocht van juni tot oktober ten zuiden van Petersburg (Virginia).  Op 31 mei werd Anderson bevorderd tot luitenant-generaal, maar dit werd nooit door het congres bevestigd.

### Appomatoxveldtocht

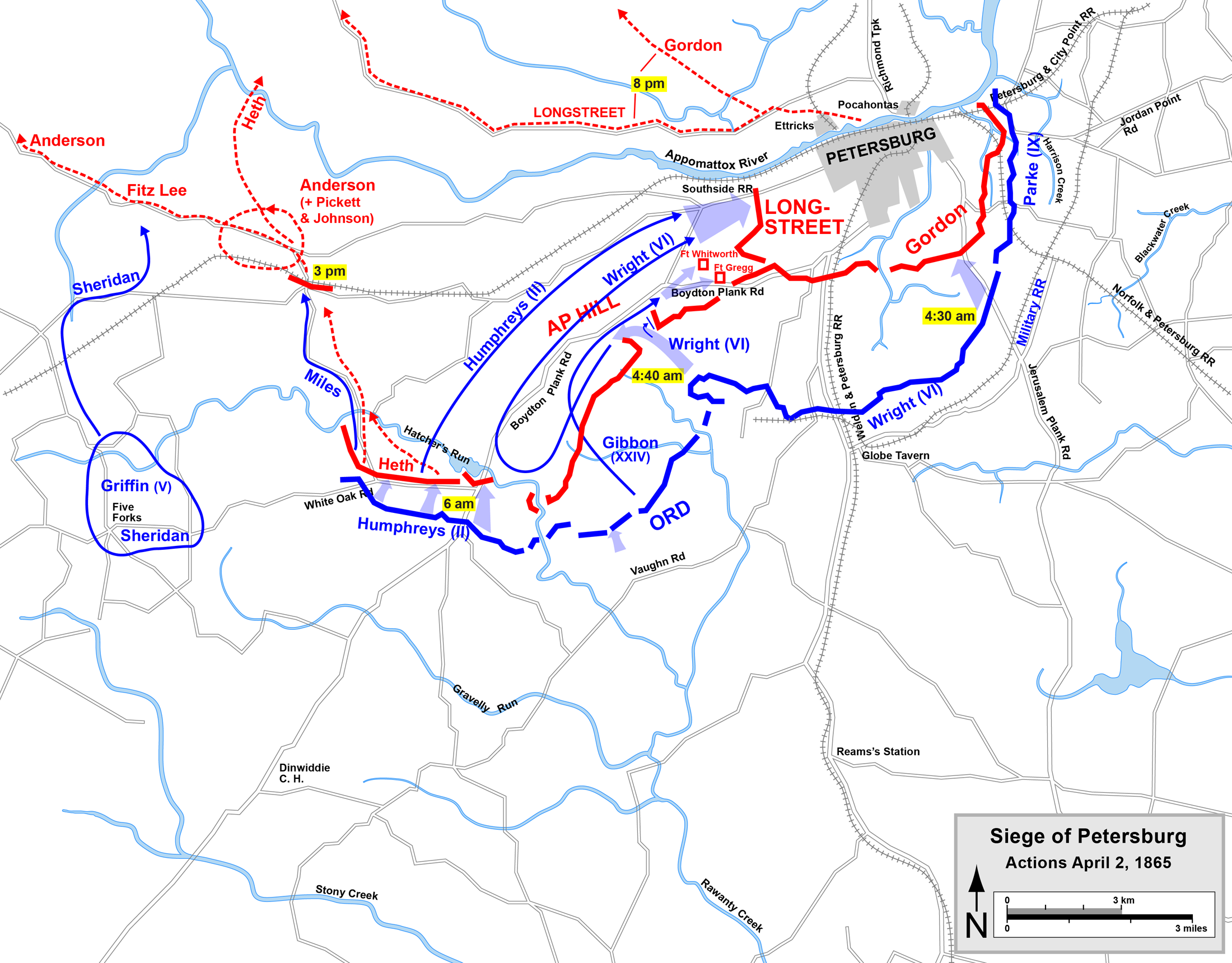
Anderson links in het beleg van Petersburg

Longstreet was op 19 oktober 1864 hersteld. Lee creëerde een nieuw, vierde korps dat Anderson leidde in het Beleg van Petersburg en de Appomattoxveldtocht naar Appomattox Court House in 1865. De Noordelijke cavalerie viel zijn korps regelmatig aan, waardoor Anderson moest vertragen en stoppen om de aanvallen af te slaan. Daardoor raakte hij geïsoleerd van Lee's leger. Hij stopte en vocht in de Slag bij Sayler's Creek op 6 april waarbij de Zuidelijken op de vlucht sloegen.  De overlevenden voegden zich op 8 april bij het 2e korps  Anderson had geen eenheden meer onder zijn bevel en keerde terug naar South Carolina. 
Anderson kreeg op 27 september 1865 genade.

## Na de oorlog
Na de oorlog verbouwde Anderson van 1866 tot 1868 katoen te Stateburg, South Carolina, maar hij ging failliet. Hij ging dan van 1868 tot 1878 als arbeider en nadien als agent werken bij de South Carolina Railroad vanuit Camden, maar werd ontslagen. In 1879 werkte hij als inspecteur van fosfaat. 
Anderson trouwde in 1850 met Sarah Gibson, met wie hij een zoon en een dochter kreeg. Na haar dood hertrouwde hij met Martha Mellette op 24 december 1874. Hij overleed in 1879 om 57 jarige leeftijd in Beaufort (South Carolina). Hij werd begraven op het kerkhof van St. Helena's Episcopal Church.

## Militaire loopbaan
- Titulair Second Lieutenant: juli 1842
- Second Lieutenant: 16 juli 1844
- Titulair First Lieutenant: 17 augustus 1847
- Captain: 3 maart 1855
- Brigade General: 19 juli 1861
- Major General: 14 juli 1862
- Lieutenant General: 31 mei 1864